# Samurai Shodown III: Blades of Blood
Samurai Shodown III: Blades of Blood fue lanzado en arcades el 15 de noviembre de 1995. Es el tercer juego en la serie de juegos de lucha Samurai Shodown de SNK. Si bien es el tercer juego de la serie principal, es la primera parte de una historia de dos capítulos que se establece cronológicamente entre los eventos de Samurai Shodown y  Samurai Shodown II.
El juego tiene una estética más oscura en comparación con sus predecesores. En consecuencia, todos los personajes se sometieron a un cambio de imagen visual para que coincidieran con este nuevo tono. El humor que caracterizó a la serie dio paso a una sensación más sombría y arenosa. Junto con la revisión estética, se produjeron cambios significativos en la jugabilidad con la introducción de dos versiones seleccionables de cada personaje: "Slash" (caballería) y "Bust" (traición). Cada versión viene con sus propios movimientos y estilos de lucha; Slash está más cerca de los dos primeros juegos, mientras que Bust es un estilo más agresivo que introduce nuevos movimientos.
También se actualizaron los controles; un nuevo diseño dedica tres de los cuatro botones a los ataques con armas y uno a los ataques con patadas, a diferencia de los dos botones para armas y patadas cada uno. Los cambios tácticos incluyen prioridad para movimientos especiales, así como la sustitución del sistema de movimiento libre por un sistema de parada más moderado.
Samurai Shodown III se lanzó en las consolas Neo Geo AES y Neo Geo CD de SNK, así como en PlayStation y Saturn sistemas. Una versión de Game Boy con una lista y características ligeramente diferentes fue lanzada solo en Japón por Takara, un equipo responsable de la transferencia de varios otros juegos de arcade de SNK a consolas y dispositivos portátiles.

## Jugabilidad
En comparación con los demás de la serie, el juego tiene una estética más oscura. Los personajes más alegres (Earthquake, Cham Cham y Gen-an) de los juegos anteriores tienen sido eliminado, y el kabuki maestro, Kyoshiro Senryo, recibió un rediseño, transformándolo de un extravagante actor de teatro en un hombre musculoso de rostro sombrío. Todos los personajes han sido completamente redibujados.
Además, se cambió el diseño de los botones, asignando los primeros tres de los cuatro botones disponibles a ataques de barra débil, medio y fuerte, respectivamente. El cuarto botón se usa para ataques de patadas.
El ritmo del juego cambió un poco, ya que muchos ataques básicos pueden cancelarse en movimientos especiales, algo que es extremadamente raro en las dos primeras entregas. Se eliminaron la mayoría de las opciones de movimiento de Samurai Shodown 2, a favor de la capacidad de esquivar ataques presionando los botones A y B simultáneamente. Cuando está cerca, realizar este comando da como resultado un cambio rápido hacia la espalda del oponente, que luego puede ser seguido por otros ataques. También es posible bloquear ataques en el aire. Los artículos también se arrojan al campo de batalla desde fuera de la pantalla en lugar de un repartidor que corre en segundo plano.
Junto con la revisión estética, se produjeron cambios significativos en la jugabilidad, como la adición de dos versiones seleccionables de cada personaje.
- Slash: Conocido por los japoneses como Shura (修羅), de la palabra sánscrito "Asura". Originalmente, en el brahmanismo y el hinduismo, un demonio al que le encanta pelear por naturaleza. Ocasionalmente se traduce mal como "Caballería", e implica un luchador regular (comparar una cara en lucha libre profesional). Esta versión tiende a ser la más cercana en estilo y se mueve a la versión Samurai Shodown II del personaje.
- Bust: Conocido por los japoneses como Rasetsu (羅刹), que es una derivación de la palabra sánscrita, "rakshasa", en referencia a un tipo de demonio de cuerpo negro (por lo tanto, la piel más oscura de los personajes del busto). Ocasionalmente se traduce mal como "Traición", lo que implica una versión del personaje que rompe las reglas heel. Esta versión generalmente difiere considerablemente de su contraparte Slash en el juego, aunque visualmente no se ve diferente más allá de su paleta de colores.[2] El luchador Nakoruru es la única excepción notable a esto. La versión "Slash" de su personaje está acompañada por su mascota halcón, Mamahaha, como en los dos juegos anteriores de SS. Su versión "Busto", sin embargo, está acompañada por su mascota lobo, Shikuru. (Al igual que con Mamahaha, ella puede saltar sobre la espalda de Shikuruu y realizar ataques modificados).[2] Galford en su versión "Bust" pelea sin su perro, Poppy por primera vez en la serie.

## Personajes
El papel de Haohmaru en la historia se redujo, a favor del nuevo personaje principal, y la historia en general tiene un alcance menor. Los personajes que regresan del juego anterior son:
- Haohmaru
- Genjuro Kibagami
- Galford
- Kyoshiro Senryo
- Ukyo Tachibana
- Nakoruru
- Hanzo Hattori

Los nuevos guerreros agregados a la serie incluyeron lo siguiente:
- Shiro Tokisada Amakusa, aunque no era un personaje nuevo de la serie, ahora era jugable y no un jefe.
- Shizumaru Hisame, el joven semiamnésico que empuña un paraguas y es el protagonista principal de este juego. Su objetivo es matar a Zankuro Minazuki porque Shizumaru cree que Zankuro asesinó a su familia.
- Rimururu, la alegre hermana menor de Nakoruru, que ejercía el poder del hielo.
- Gaira Caffeine, el monje grande, temerario y autoritario que resulta ser el sobrino de Nicotine Caffeine (en el entorno idioma coreano, el nombre de Gaira cambia a "Kim Ung Che", que es pronunciada por otro locutor).
- Basara Kubikiri, un espíritu no muerto, que busca venganza por su propio asesinato y el de su amante.
- Zankuro Minazuki, el jefe final del juego. Es un gigante de un hombre, y un espadachín insensible enloquecido por su búsqueda para perfeccionar su manejo de la espada. Su alboroto asesino prepara el escenario para todo lo demás que ocurre.

## Trama
La primera parte de una historia de dos capítulos que se desarrolla cronológicamente entre los eventos de Samurai Shodown y Samurai Shodown II, Samurai Shodown III sigue el viaje de un joven semiamnésico llamado Shizumaru Hisame mientras él y muchos otros guerreros buscan a un espadachín poderoso y peligroso llamado Zankuro Minazuki por sus propios motivos personales.

## Lanzamiento
Al igual que Samurai Shodown, Samurai Shodown III se lanzó en varias consolas además de Neo Geo y Neo Geo CD, como la Sega Saturn, PlayStation, e incluso una versión de Game Boy conocida como "Nettou Samurai Spirits: Zankuro Musouken" con capacidades de soporte de Super Game Boy. A diferencia de las versiones de arcade y consola, la versión de Game Boy carece de Kyoshiro Senryo y Gaira Caffeine pero agrega Jubei Yagyu a la lista como un jefe final oculto exclusivamente. para el juego. La versión portátil también se basa en la adición de tres bordes exclusivos Samurai Shodown III para los usuarios de Super Game Boy, uno es el borde predeterminado, el segundo se muestra después de desbloquear los dos jefes y el tercero se usa para los finales. . Al igual que la primera versión de Game Boy de Samurai Shodown, la versión GB de Samurai Shodown III también presenta arte a todo color a través de SGB, nuevos discursos de victoria, introducción a la historia para todos los personajes, nuevos supermovimientos POW similares a las versiones de consola, versiones Bust y Slash de todos los personajes, escenas entre partidos, un partido de espejo Kuroko y un modo de dos jugadores contra a través de cable de enlace o Super Game Boy. Por primera vez en un juego portátil Samurai Shodown, también se presentó sangre (pero solo en color negro). El puerto de Game Boy fue lanzado solo en Japón por los desarrolladores Takara, el mismo equipo responsable de la migración de varios otros juegos de arcade SNK a múltiples consolas y dispositivos portátiles.
Este juego también se lanzó en Japón en la Consola Virtual de Wii el 27 de abril de 2010 y más tarde en la región PAL el 3 de septiembre de 2010 y en América del Norte el 6 de septiembre de 2010.

## Recepción
En Japón, Game Machine incluyó a Samurai Shodown III en su edición del 1 de diciembre de 1995 como el juego de arcade más popular del año. Según Famitsu, la versión para AES vendió más de 48,757 copias en su primera semana en el mercado.
Samurai Shodown III recibió críticas moderadamente positivas. Al revisar la versión Neo Geo AES, Electronic Gaming Monthly comentó que los gráficos no son tan buenos como los dos primeros juegos de la serie y que el control de Neo Geo dificulta realizar algunos movimientos, pero elogiaron mucho la gran cantidad de personajes y las dos personas diferentes para cada personaje y, en general, calificaron la jugabilidad como superior a los dos primeros Samurai Shodowns. Major Mike de GamePro comentó que las innovaciones impresionantes, como las múltiples personas y la capacidad de eludir, se ven contrarrestadas hasta cierto punto por la omisión de algunos de los mejores personajes de los juegos anteriores y los antecedentes menos impresionantes. Concluyó que "si bien Shodown III no decepcionará a los fanáticos de la serie, no es el salto que Shodown II superó". Una breve reseña en Next Generation dijo de manera similar que "Los fanáticos de los dos primeros no se sentirán defraudados por III, pero debería haber un salto mucho más grande en calidad en la secuela". "Maximum" evaluó la versión para Neo Geo CD como "un beat 'em up excelentemente detallado y extremadamente jugable, que mantiene los altos estándares habituales de SNK". En particular, elogiaron el hecho de que la alineación de los personajes afecta la jugabilidad en lugar de solo las diferencias cosméticas, el equilibrio muy mejorado de los personajes, los fondos en constante movimiento y la banda sonora altamente experimental. Comentaron que el principal problema del juego es que es irritantemente difícil.
Scary Larry de GamePro describió la versión de PlayStation como "un pésimo port de un juego de NeoGeo igualmente malo", citando fotogramas faltantes de animación, ralentización y peleas excesivamente prolongadas. Obtuvo una puntuación de 1.0 sobre 5 tanto en control como en factor de función, dando un 2.5 sobre 5 a gráficos y sonido. GameSpot también comentó sobre los fotogramas faltantes de la animación y la ralentización en la versión de PlayStation y, además, criticó los tiempos de carga "insoportablemente largos", pero no obstante concluyó que "Aquellos a los que les encantó la versión del juego arcade de  Samurai Shodown III estará feliz con esta conversión". Una revisión en "Next Generation" lo evaluó como un port fiel (y en particular un esfuerzo superior a la versión para PlayStation de The King of Fighters '95) pero, de acuerdo con su reseña de la versión para Neo Geo, criticó el juego en sí como "casi indistinguible" de "Samurai Shodown II".